# Anii 1200
Secole: Secolul al XII-lea - Secolul al XIII-lea - Secolul al XIV-lea
Decenii: Anii 1150 Anii 1160 Anii 1170 Anii 1180 Anii 1190 - Anii 1200 - Anii 1210 Anii 1220 Anii 1230 Anii 1240 Anii 1250
Ani: 1200 1201 1202 1203 1204 1205 1206 1207 1208 1209